# Adam Konkol
Adam Michał Konkol (ur. 23 grudnia 1975 w Rydułtowach) – polski gitarzysta i kompozytor, autor tekstów piosenek, założyciel zespołu Łzy, właściciel wytwórni muzycznej Konkol Music, promotor muzyczny.
Laureat siedmiu złotych, czterech platynowych i jednej diamentowej płyty.

## Życiorys
Karierę muzyczną rozpoczął w Pszowie od samodzielnej nauki gry na perkusji. W 1992 z Dariuszem Pieczką i Michałem Brożą założył zespół Rave, z którym przeprowadzał próby w lokalnym domu parafialnym. W tym okresie zainteresował się grą na gitarze, na której również nauczył się grać samodzielnie. Gra również na instrumentach klawiszowych.
Po powołaniu Pieczki i Broży do pełnienia służby wojskowej w 1996, chcąc kontynuować karierę muzyczną, zaprosił do współpracy Arkadiusza Dzierżawę, następnie do zespołu przystąpili Anna Wyszkoni, Dawid Krzykała i Adrian Wieczorek, który zajął miejsce Sławomira Mocarskiego, a zespół przyjął nazwę Łzy. Konkol jest twórcą lub współtwórcą większości repertuaru zespołu, często z tekstami, w tym przebojów: „Narcyz się nazywam”, „Niebieska sukienka”, „Anastazja, jestem”, „Opowiem wam jej historię”, „Agnieszka już dawno…” (powstały na podstawie osobistych doświadczeń Adama Konkola) i „Oczy szeroko zamknięte”. Ze Łzami otrzymał złotą i platynową płytę za albumy: W związku z samotnością, Nie czekaj na jutro i The Best of 1996–2006 oraz złotą płytę za album Jesteś jaki jesteś. Podczas 40. Krajowego Festiwalu Piosenki Polskiej w Opolu razem z zespołem Łzy otrzymał nagrodę publiczności za wykonanie utworu „Oczy szeroko zamknięte”. W kolejnym roku z muzykami Łez został uhonorowany Superjedynką dla najlepszego zespołu roku i za przebój roku („Oczy szeroko zamknięte”)
Współpracował jako twórca muzyki i tekstów z wykonawcami, takimi jak: Paulla (Nigdy nie mów zawsze), Alexandra („Popłyniemy daleko”), Top Girls („Poczuj jak bije serce”), Marcin Miller, Czadoman czy Exaited („Dziś ci to powiem”).

## Życie prywatne
Z piosenkarką Paullą ma syna Adama (ur. 1 kwietnia 2008). Po trzech tygodniach znajomości, 30 kwietnia 2009 w bazylice pw. Narodzenia Najświętszej Maryi Panny w Pszowie poślubił Angelinę Kwiatek, byłą wicemiss Wielkopolski i działaczkę Samoobrony RP. Ma z nią dwoje dzieci: córkę Nadię i syna Michała. Adam Konkol napisał dla Nadii kilka utworów, które zostały opublikowane w serwisie Youtube. Mieszka w Bełku.
Wraz z Angeliną Konkol otworzył kliniki medycyny estetycznej.

## Problemy ze zdrowiem
Cierpi na zespół Eisenmengera. Z tej przyczyny nie mógł występować na niektórych koncertach zespołu Łzy i korzystał z zastępstwa. Również z tego powodu nie wystąpił w styczniu 2004 w Krajowych Eliminacjach do Konkursu Piosenki Eurowizji, w których członkowie zespołu zadedykowali mu swój występ. W kwietniu 2024 poinformował, że zdiagnozowano u niego raka płuc. W marcu 2025 przeszedł udar.